# Каринэ (фильм)
«Каринэ» — советская музыкальная комедия 1967 года режиссёра Армана Манаряна по оперетте Тиграна Чухаджяна «Леблебиджи».
Язык-армянский

## Сюжет
По оперетте Тиграна Чухаджяна «Леблебиджи». Действие происходит в конце XIX века в армянской среде Константинополя.

В основе сюжета непритязательная история. Конечно, любовная, да ещё с похищением любимой (не стоит пересказывать, зрители этого не любят). Конечно, есть там и забавная путаница и лучезарно благополучный финал, как водится в классической опере-буфф.— журнал «Советский экран», 1969

Сюжет комедии и пересказывать незачем — он опереточный и, стало быть включает в себя всё, что положено: две влюбленные пары, переодевания, похищения, недоразумения, ошибки заблуждающихся простаков и просчеты мнимо ловких жуликов. Традиции жанра соблюдены не только в построении, но и в исполнении. Как только появляется на экране героиня, вы сразу поверите, что не напрасно Каринэ хотят залучить в звёзды своего театра молодые люди Армен и Маркар, она — красавица.— журнал «Спутник кинозрителя», 1969

## В ролях
- Ашот Каджворян — Ор-ор
- Лидия Арутюнян — Каринэ
- Арман Котикян — адвокат Сисакян
- Вардуи Вардересян — жена адвоката
- Жирайр Аветисян — Армен
- Тигран Левонян — Маркар
- Жан Срапян — Симон
- Варвара Карапетян — Шушан
- Ерванд Манарян — фотограф
- Гурген Ген — пекарь-священник
- Валентин Подпомогов — игрок

Вокальные партии исполняют:
- Гоар Гаспарян — Каринэ
- Давид Погосян — Ор-ор
- Тигран Левонян — Армен и Маркар

## Критика
Картина получила множество положительных отзывов критиков и полюбилась зрителями.

Всем, кто любит музыкальную комедию, водевильную легкость игры, лукавое изящество танцев, тонкий юмор диалогов, я рекомендую посмотреть фильм «Каринэ». Лучшие артистические силы солнечной Армении объединились, чтобы показать веселую и живую, озаренную прелестным национальным колоритом комедию-буфф, в которой одинаково сильны и лирические, и комические сцены.— Василий Сухаревич, журнал «Спутник кинозрителя», март 1969 года

В этой заразительной музыкальной комедии режиссёр проявил творческую фантазию, отличное чувство жанра, музыкальность. Обращал на себя внимание и хороший актерский ансамбль. Особенно интересными были работы актеров В. Вардересян, А.Котикяна, А.Каджворяна. — Кино Армении / Альберт Гаспарян. — Ереван: Крон-пресс, 1994. — 415 с. — с. 36
Журнал «Искусство кино» отмечал большой объём работы создателей фильма. Партитура оперы была сокращена втрое, при этом музыкальный редактор «смог сохранить музыкальные характеристики героев и всю основу развивающегося действия». Сценарист переработал либретто «с хорошим профессиональным знанием кинематографа» практически полностью переписав диалог, а некоторые роли даже создав заново. Высокую оценку получила работа и в целом всей съёмочной группы: и режиссёра, оператора, художника по костюмам и, конечно, актёров и исполнителей партий, но в особенности - исполнительницы главной роли:

В ансамбле актеров выделяется яркой комедийной игрой Арман Котикян в роли адвоката. Но особенно хороша прелестная Лида Арутюнян, естественная, грациозная, красивая.
— Искусство кино, 1969
Единственным недостатком картины была названа её некоторая затянутость:

«Каринэ» комическая опера, её экранизация требовала от режиссера особых качеств чувства юмора, такта. Но Манарян не безгрешен, и фильм не свободен недостатков. Нужны были ещё сокращения. К концу картины устаёшь. Фильм легче воспринимался бы, если бы в нем было не десять частей, а, скажем, восемь.
— Искусство кино, 1969
Журнал «Советский экран» дал восторженную рецензию на фильм, отмечая, что комедии, а тем более музыкальные, редко удаются, и обычно водевильные интермедии лишь посягают на звание комедий, просто стягивая сюжетом музыкальные номера, заполняя пустоты, то

«Каринэ» между тем — настоящая кинокомедия. Авторы сценария Л. Карагезян и А. Манарян переписали оперное либретто, дали фильму крепкую драматургию.
При этом по мнению рецензента авторы сохранили лёгкость комедии, не став искать проблематичность в сюжете:

Вот если бы авторы осерьезнили, утяжелили картину, заговорили бы не любви, а ожгучих проблемах отношений между полами, цитировали бы не Альфреда де Мюссе, а социологические эссе, тогда было бы худо. Важна мера. Та самая, что выражена народной пословицей «Делу время, потехе-час». «Каринэ» для тех, кто отдал свое время делу и пришел в кинотеатр развлечься, повеселиться. И фильм дарит час беззаботного веселья, награждает искусством радостным и безмятежным.— Советский экран, 1969
Сам режиссёр фильма считал его своей удачей, понимая сложность экранизации оперетты:

В музыкальной комедии «Каринэ» мне хотелось найти кинематографический эквивалент прекрасной музыке армянского классика Тиграна Чухаджяна. Я лучше, чем кто-либо другой, знаю недостатки своей картины, но, видимо, она удалась…— режиссёр фильма Арман Манарян
По свидетельству Элеоноры Мандалян высокую оценку дал фильму американский режиссёр Рубен Мамулян, который во время визита в СССР посмотрев «Каринэ» воскликнул:

«Вот уж не ожидал увидеть в Армении картину, не уступающую по уровню всемирно известным музыкальным фильмам!»